# Discherodontus halei
Discherodontus halei é uma espécie de Actinopterygii da família Cyprinidae.
Pode ser encontrada nos seguintes países: Malásia e Tailândia.